# Années 640 av. J.-C.
Les années 640 av. J.-C. couvrent les années de 649 av. J.-C. à 640 av. J.-C.

## Événements

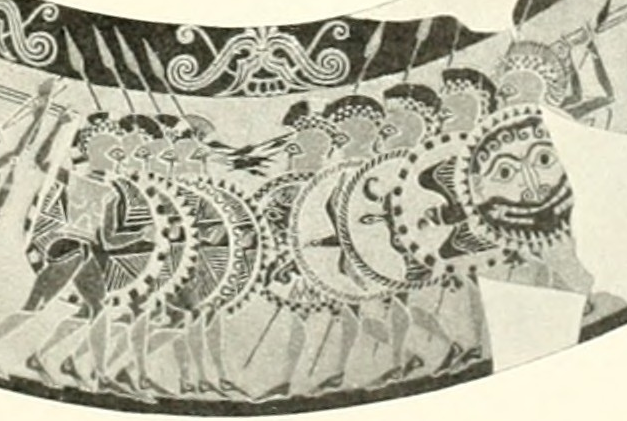
Détail du vase Chigi olpè (cruche) protocorinthienne représentant des hoplites en action (vers 650-640 av. J.-C.). Première figuration de la phalange.

- Vers 650-620 av. J.-C. :  fondation de la colonie grecque de Naucratis en Égypte, à l’origine un fort Milésiens, qui devient un comptoir marchand actif après 620 av. J.-C.. Les Grecs achètent du blé en Égypte, du papyrus, du lin et vendent de la céramique, du vin, de l’huile d’olive et de l’argent[1].
- 649 av. J.-C. : Assurbanipal met Kandalãnu sur le trône de Babylone[2].
- 648 av. J.-C. :
  - Assurbanipal incendie Babylone. Son frère, le roi de Babylone Shamash-shumukin se suicide dans l’incendie de son palais[2].
  - institution du pancrace aux Jeux olympiques, remporté par Lygdamis de Syracuse[3].
- 6 avril 648 av. J.-C. : éclipse totale de soleil[4].
- 648-644 av. J.-C. : règne de Humban-haltash III, roi d’Élam[2].
- Vers 648 av. J.-C. : les Chalcidiens de Zancle (Messine), avec la participation des Mylétidai, des exilés de Syracuse, fondent Himère en Sicile d’après Diodore[5].

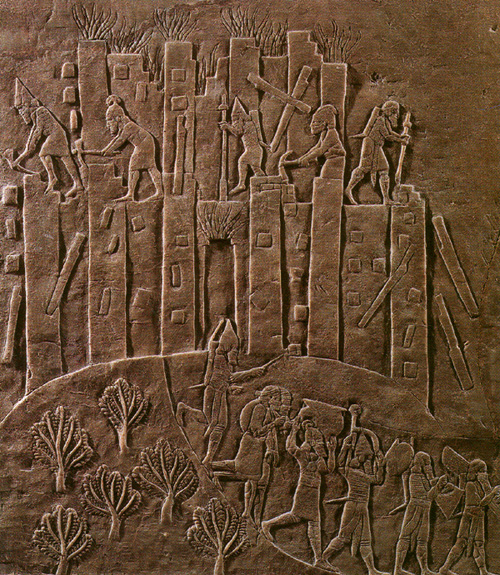
Destruction de Suse par Assurbanipal

- 647 av. J.-C. : mise à sac et destruction de Suse par Assurbanipal. L’Élam est rayé de la carte en 639 av. J.-C.. Assurbanipal ramène en Babylonie la statue de la déesse Nanna que détenaient les Élamites depuis plus de 1500 ans[2].
- 646 av. J.-C. :
  - fondation d'Olbia, à l'embouchure du Dniepr par des colons de Milet[6].
  - Kuraš, roi de Parsumaš, (probablement Cyrus Ier de Perse) paye un tribut à l’Assyrie[7].
- 644 av. J.-C. :
  - Stomas est champion d’Athènes aux Jeux olympiques[8].
  - les Cimmériens sont victorieux de la Lydie, dont le roi, Gygès est tué au combat[9]. Ils s’allient avec le roi du Tabal mais leur offensive vers le sud est brisée par les Assyriens.
- 644-615 av. J.-C. : règne d’Ardys, roi de Lydie ; il accepte le joug assyrien[2].
- 643-623 av. J.-C. : règne de Senkamenisken, roi de Napata[10].
- 643 av. J.-C. : en Chine, fin de l’hégémonie de Qi à la mort de Huan[11].
- Vers 642-640 av. J.-C. : règne d'Amon, fils de Manassé, roi de Juda. Il poursuit la politique de soumission à l’Assyrie. Il est assassiné par ses « serviteurs » peut-être à cause de cette attitude.
- 642-320 av. J.-C. : période shishunaga-nanda en Inde[12].